# إيكو 3
إيكو 3 (بالإنجليزية: Echo 3)‏ مسلسل أكشن وإثارة تلفزيوني أمريكي من إنشاء مارك بول. بدء عرضه على أبل تي في + بتاريخ 23 نوفمبر 2022. المسلسل من بطولة مكيل هاوسمان ولوك إيفانز وجيسي كولينز. تدور احداثه عن محاولة فرد في القوات الخاصة الامريكية انقاذ زوجته التي اخذت كرهينة في ادغال كولومبيا، ويساعده في المهمة اخوها. يتعمق المسلسل في الجغرافيا السياسية لتلك المنطقة ويصور الاستراتيجية الأمريكية تجاه العمليات السرية في الدول النامية.

## طاقم التمثيل
- مكيل هاوسمان بدور برنس
- لوك إيفانز بدور بامبي
- جيسي كولينز بدور آمبر تشيسبورو
- إليزابيث أنويس بدور ناتالي فوستر
- برادلي ويتفورد بدور والد برنس
- مارتينا غوزمان بدور صحفية سياسية بارزة

## الحبكة
يحتوي المسلسل على حوار باللغتين الإنجليزية والإسبانية، وتقع أحداث إيكو 3 في أمريكا الجنوبية وهي دراما شخصية متعددة الطبقات في بداية حرب سرية.
جيسيكا آن كولينز في دور آمبر تشيسبورو، وهي عالمة أمريكية تختفى في مكان ما بالقرب من الحدود بين كولومبيا وفنزويلا. يحاول شقيقها، بامبي (الذي يلعبه لوك إيفانز)، وزوجها الأمير (الذي يلعبه مكيل هاوسمان) تحديد مكانها. كلا الرجلين لهما تاريخ معقد، ولكن هذا يقابله خبرة عسكرية كبيرة.
يتعمق المسلسل في الجغرافيا السياسية لتلك المنطقة ويصور الاستراتيجية الأمريكية تجاه العمليات السرية في الدول النامية.

## الحلقات
| رقم الحلقة | عنوان الحلقة              | إخراج         | كتابة                                           | تاريخ البث الأصلي |
| ---------- | ------------------------- | ------------- | ----------------------------------------------- | ----------------- |
| 1          | «"Flyaway"»               | بابلو ترابيرو | مارك بول                                        | 23 نوفمبر 2022    |
| 2          | «"Tora Bora in the City"» | بابلو ترابيرو | جيسون هورويتش ومارك بول                         | 23 نوفمبر 2022    |
| 3          | «"The Gambler"»           | كلوديا يوسا   | مارك بول وأندريه جاكيميتون وماريا جاكيميتون     | 23 نوفمبر 2022    |
| 4          | «"Upriver"»               | TBA           | أندريه جاكيميتون وماريا جاكيميتون               | 2 ديسمبر 2022     |
| 5          | «TBA»                     | TBA           | جيل بلوتيفوجيل وكريستوفر ستيتسون بوال ومارك بول | 9 ديسمبر 2022     |
| 6          | «TBA»                     | TBA           | نيكي برودريك وجيسون هورويتش                     | 16 ديسمبر 2022    |
| 7          | «TBA»                     | TBA           | كريستوفر ستيتسون بول                            | 23 ديسمبر 2022    |
| 8          | «TBA»                     | TBA           | زاك كرالي ومارك بول                             | 30 ديسمبر 2022    |
| 9          | «TBA»                     | TBA           | موريسيو ليفا كوك                                | 6 يناير 2022      |
| 10         | «TBA»                     | TBA           | مارك بول                                        | 13 يناير 2022     |

## روابط خارجية
- إيكو 3  في قاعدة بيانات الأفلام على الإنترنت (بالإنجليزية)